# Aldo De Martino
Aldo De Martino (Portici, 21 marzo 1947) è un attore e cabarettista italiano.

## Biografia
Esordisce nel 1968 a Napoli. Dopo aver frequentato l'Accademia d'arte drammatica Ernesto Grassi, entra in una compagnia di teatro sperimentale. Quindi passa al cabaret e, dopo aver superato un provino alla Rai, entra a far parte di un gruppo di giovani attori impiegati in vari ruoli in sceneggiati, commedie e varietà sia radiofonici che televisivi.
Nel 1969 fa parte de I Cabarinieri, insieme con Renato Rutigliano e Lucia Cassini, gruppo cabarettistico napoletano, che avrà un discreto successo con molteplici apparizioni sulle reti nazionali. 
Presente in diversi film come caratterista, al fianco di attori come Giancarlo Giannini e Jack Lemmon. Nel 2014 viene insignito di una Menzione speciale alla carriera durante il galà di premiazione finale del Premio Li Curti presso la città salernitana di Cava de' Tirreni.

## Teatro
- Chiari di Luna, regia di Gennaro Magliulo (1974-1975)
- Caviale e lenticchie di Giulio Scarnicci e Renzo Tarabusi, regia di Gennaro Magliulo (1976-1977)[3]
- Un napoletano al di sopra di ogni sospetto di Gaetano Di Maio, regia di Carlo Di Stefano (1978)
- Seguirà brillantissima farsa di Tato Russo, regia di Tato Russo (1985)
- Le farse cavaiole di Vincenzo Braca, regia di Giuseppe Rocca (1986)
- Non ti pago di Eduardo De Filippo, regia di Carlo Giuffré (1996)[4]
- Di più non dico di Gustavo Verde e Gino Rivieccio, regia di Gaetano Liguori (2002)[5]
- Miseria e nobiltà di Eduardo Scarpetta, regia di Carlo Giuffré (2002-2004)[6]
- Il medico dei pazzi di Eduardo Scarpetta, regia di Carlo Giuffré (2004-2007)[7]
- Il sindaco del rione Sanità di Eduardo De Filippo, regia di Carlo Giuffré (2007-2009)[8]
- T: Tralasciando Godo di Aniello Nigro, regia di Aniello Nigro (2009)[9]
- In nome del Papa Re di Luigi Magni, regia di Antonello Avallone (2009-2010)[10]
- Le mani nel fuoco di Aniello Nigro, regia di Monica Maiorino (2010)[11]
- Io e te di Thomas Otto Zinzi, regia di Aldemon e Aniello Nigro (2011)[12]
- Il baciamano di Manlio Santanelli, regia di Eduardo Ricciardelli (2012)[13]
- Filumena: Dea di periferia di Antonello De Rosa, regia di Antonello De Rosa (2012)[14]
- Soldato Woyzeck di Aniello Nigro, regia di Monica Maiorino (2013)[15]
- Macbeth: la poltrona di Aniello Nigro, regia di Antonello De Rosa (2014)[16]
- Una patatina nello zucchero di Alan Bennett, regia di Antonello De Rosa (2015)[17]
- Hikikomori di Marco Andreoli e Katia Ippaso, regia di Arturo Armone Caruso (2016)
- Cristo si è fermato ai deboli di Aniello Nigro, regia di Monica Maiorino (2024)[18]
- Miseria e Nobiltà di Eduardo Scarpetta, regia di Aldo De Martino (2024)[19]

## Filmografia
- Mi manda Picone, regia di Nanni Loy (1983)
- Blues metropolitano, regia di Salvatore Piscicelli (1984)
- Maccheroni, regia di Ettore Scola (1985)
- La ballata di Eva, regia di Francesco Longo (1985)
- Se lo scopre Gargiulo, regia di Elvio Porta (1986)
- Separati in casa, regia di Riccardo Pazzaglia (1986)
- Il mistero di Bellavista, regia di Luciano De Crescenzo (1986)
- 32 dicembre, regia di Luciano De Crescenzo (1987)
- Le cinque rose di Jennifer, regia di Tomaso Sherman (1989)
- Pacco, doppio pacco e contropaccotto, regia di Nanni Loy (1992)
- L'amico del cuore, regia di Vincenzo Salemme (1999)
- Amore a prima vista, regia di Vincenzo Salemme (1999)
- H... regia di Diego Olivares (2002)
- Mater natura regia di Massimo Andrei (2003)[20]
- Le barzellette regia di Carlo Vanzina (2004)
- Ti ho cercata in tutti i necrologi regia di Giancarlo Giannini (2013)
- Benedetta follia, regia di Carlo Verdone (2018)